# 藤村靖之
藤村 靖之（ふじむら やすゆき、1944年〈昭和19年〉 - ）は、日本の発明家。工学博士。日本大学工学部客員教授。NPO法人那須希望の砦理事長。専門は非電化による環境技術の開発。
福岡県立修猷館高等学校卒業。大阪大学大学院基礎工学研究科修了、大学院修了後、小松製作所で研究者として勤務するが、1984年に息子がアレルギー喘息にかかったのをきっかけに会社「カンキョー」を興し、空気清浄器「クリアベール」を発明した。非電化工房、発明工房、発明起業塾、地方で仕事を創る塾などを主宰し、科学技術庁長官賞、発明功労賞などを受賞。

## 非電化製品プロジェクト
2000年に非電化工房を設立し、電化製品が当たり前のように普及して久しいが、省エネルギー、及び「使う楽しさ」の観点から電化製品の非効率性を説き、電力を使用しない家庭用機器を発明・設計する。
藤村がもともと注力してきたのは、日本のような先進国よりむしろ、電力を利用することが不利な発展途上国向けの技術開発であり、固定したインフラストラクチャー整備の難しい遊牧生活を営むモンゴル民族、インフラ整備の進んでいないナイジェリア共和国などに支援活動を行っている。一方で日本国内においても、岡山県津山市や長野県駒ヶ根市に「非電化住宅」を建設したり、九州の修道院に自作した収穫物を貯蔵する「非電化野菜貯蔵庫」を制作・設置するなどの実績がある。
2006年の『愉しい非電化』の出版、そして2007年「非電化工房那須テーマパーク」を立ち上げてからは、「非電化生活」及び「月3万円ビジネス」など日本国内の地方に向けた啓蒙活動にも力を入れている。

## 非電化生活
「電気が当たり前になっていることを、電気を使わずに楽しくやってみる」という生活の提案。電化製品の意義を必ずしも否定するものではない。東日本大震災後の節電ブームで注目されたが、藤村は「非電化は節電とは違う」と断っている。

## 月3万円ビジネス
藤村がかねてより提唱してきた「真の豊かさを実現するための仕事の在り方」のメソッドを『月3万円ビジネス』としてルール化し、まず著書で紹介。その後も講演会やワークショップなどで、その考え方を広める活動を進めている。

## NPO法人那須希望の砦
東日本大震災後、行政に頼らず市民の力で放射線被害から身を守るため、地域住民とともに安全で安心な暮らしができることを目的として、2011年5月より講習会や放射線計測、除染研究などを実施する市民団体「那須を希望の砦にしようプロジェクト」に参画。2012年に「那須希望の砦」としてNPO法人化。理事長に就任。

## 代表的な発明品
- 非電化冷蔵庫 - 真夏でも約6℃まで冷却可能とされる。
- 非電化除湿機
- 非電化掃除機
- 珈琲豆焙煎器 煎り上手
- 非電化換気装置
- 非電化籾摺機
- 非電化掃除機

## 著作
- 『企業家は未来に「点」を打つ―必ず夢は実現できる』（エイチアンドアイ、1997年） ISBN 978-4901032001
- 『さあ、発明家の出番です』（風媒社、2002年） ISBN 978-4833131346
- 『エコライフ&スローライフを実現する愉しい非電化』（洋泉社、2004年） ISBN 978-4-8969-1821-2
- 『愉しい非電化―エコライフ&スローライフのための』（洋泉社、2006年） ISBN 978-4-86248-035-4
- 『月3万円ビジネス - 非電化・ローカル化・分かち合いで愉しく稼ぐ方法』（晶文社、2011年） ISBN 978-4794967619
- 『非電化思考のすすめ マインドセットを打ち破る幸福な生き方』（WAVE出版、2012年） ISBN 978-4872905632
- 『月3万円ビジネス 100の実例』（晶文社、2015年） ISBN 978-4794968845
- 『自立力を磨く～お金と組織に依存しないで得られる豊かさ～』（而立書房、2020年）ISBN978-4-88059-425-5

### 共著
- 『これでアレルギーが克服できる―食べ物と住まいの改善法』 （越智宏倫との共著、かんき出版、1996年）ISBN 978-4761255909
- 『テクテクノロジー革命 - 非電化とスロービジネスが未来をひらく』（辻信一との共著、大月書店、2008年）ISBN 978-4272320325
- 『藤村靖之の非電化の夕べ』（有村正一との共著、budori、2012年）ISBN 978-4907057008

### 博士論文
- 『弾塑性棒の縦衝撃に関する研究』（工学博士、大阪大学、1973年、甲種）

### 論文
- CiNii>藤村靖之